# Dūjmān
Dūjmān (persiska: دوجمان) är en ort i Iran.   Den ligger i provinsen Mazandaran, i den norra delen av landet, 110 km norr om huvudstaden Teheran. Antalet invånare är 386.
Terrängen runt Dūjmān är varierad. Runt Dūjmān är det ganska tätbefolkat, med 80 invånare per kvadratkilometer. Närmaste större samhälle är Chālūs, 4,6 km sydost om Dūjmān. Runt Dūjmān är det i huvudsak tätbebyggt.